# Красный Сокол (Новосибирская область)
Красный Сокол — упразднённый посёлок в Новосибирской области России. Включён в городскую черту города Бердска в 1944 году. На момент упразднения входил в состав Новосибирского района.

## География
Территория посёлка, ныне микрорайона, расположена поблизости от реки Бердь в северо-западной части города.

## Топоним
Мог получить название по Сталинградскому авиационному училищу, один из учебных полков которого дислоцировался в Бердске с 1946. Однако посёлок был включён в городскую черту на два года раньше. Существует и другая версия, согласно которой получил наименование по использовавшемуся авиационной школой из областного центра аэродрому запаса, который действовал в период Великой Отечественной войны и лётчикам («красным соколам»), проживавшим в посёлке. Также поблизости был военный госпиталь.

## История
Населённый пункт мог появиться во время Великой Отечественной войны в 1941 или 1942 году. В его окрестностях находился лес — место тренировки военных.
В 1944 году посёлок включён в получивший статус города областного подчинения Бердск постановлением Президиума Верховного совета РСФСР вместе с территориями Дома отдыха, мельницы, станции Бердск и лесной дачи (хотя облисполком принял данное решение почти на два года раньше).
Ныне сохранились несколько построек того времени, территория занята спальным микрорайоном Красный Сокол. Один из двух сохранившихся после затопления большей части Бердска Новосибирским водохранилищем микрорайонов. Наименование посёлка носит также улица Красный Сокол.